# Мааноя, Томи
То́ми Маано́я (фин. Tomi Maanoja; 12 сентября 1986, Эспоо, Финляндия) — финский футболист, игравший на позиции вратаря. Выступал за национальную сборную Финляндии.

## Карьера

### Клубная
Начинал свою футбольную карьеру в клубах из города Вантаа: «ВЙС» и «Аллиансси». В конце 2005 года подписал контракт с клубом из своего родного города «Хонкой». В первом сезоне сыграл всего три матча. Однако уже в следующем сезоне начал регулярно выходить в основе. В чемпионате Финляндии дебютировал 15 октября 2006 года в игре с «Лахти». 22 апреля в первом туре чемпионата 2007 года он вышел в стартовом составе на матч с «МюПа», завершившийся победой его команды со счётом 2:1, и в конце первого тайма получил красную карточку, совершив фол последней надежды. По итогам сезона «Хонка» заняла четвёртое место в турнирной таблице, но в связи с выходом в финал Кубка страны получила право стартовать на будущий сезон в квалификации Кубка УЕФА.
29 июля 2008 года подписал контракт с клубом шведского Аллсвенскана АИК. За новую команду дебютировал 16 августа в игре с «Сундсваллем». 28 февраля 2009 года в предсезонном товарищеском матче с клубом «Ассириска», получив в столкновении с игроком соперника тяжёлую травму ноги, выведшую его из строя на длительный срок. Восстановившись после травмы, Томи вновь занял место в воротах. 6 марта 2010 года он оставил свои ворота сухими в матче за Суперкубок с «Гётеборгом», тем самым позволив своей команде завоевать трофей. В чемпионате АИК выступал не столь удачно, много пропуская. После подписания клубом Ивана Турины и Кенни Стаматопулоса Мааноя стал сначала вторым, а затем и третьим вратарём команды.
13 января 2011 года вернулся в Финляндию, вновь подписав контракт с «Хонкой».

### В сборной
Выступал за молодёжную сборную Финляндии. В плей-офф отборочного цикла молодёжного чемпионата Европы 2009 года сборная Финляндии встречалась с молодёжной сборной Австрии. Уступив в гостях 1:2, в ответной игре 14 октября 2008 года финны первыми пропустили, однако вышедший на 51-й минуте Юсси Васара, одноклубник Томи, забил два мяча, тем самым переведя игру в овертайм. Дело дошло до серии послематчевых пенальти, в которой Мааноя совершил два сейва, принеся своей сборной путёвку на турнир. В составе сборной он должен был участвовать и в финальном части чемпионата в Швеции, однако из-за травмы был вынужден пропустить турнир. 4 февраля 2009 года дебютировал за национальную сборную Финляндии в товарищеской встрече со сборной Японии, в которой Томи пропустил пять мячей, а финны проиграли 1:5.

## Достижения
- Чемпион Швеции: 2009
- Обладатель Кубка Швеции: 2009
- Обладатель Суперкубка Швеции: 2010
- Обладатель Кубка лиги Финляндии: 2011
- Финалист Кубка Финляндии (2): 2007, 2008